# Molophilus khasicus
Molophilus khasicus är en tvåvingeart som beskrevs av Alexander 1936. Molophilus khasicus ingår i släktet Molophilus och familjen småharkrankar. Inga underarter finns listade i Catalogue of Life.